# Ex hac augusta
Ex hac augusta Principis Apostolorum cathedra (hrvatski: S ove uzvišene stolice apostolskog Prvaka) papinska je bula koju je 5. srpnja 1881. izdao papa Lav XIII., kojom je obnovio redovitu Crkvenu hijerarhiju u Bosni i Hercegovini nakon oslobođenja od Osmanskog Carstva.
Bulom je uspostavljena Vrhbosanska nadbiskupija sa sjedištem u Sarajevu s tri sufraganske biskupije: Banjalučka, Mostarsko-duvanjska i Trebinjsko-mrkanska biskupija.
Obnovom su ukinuta oba vikarijata: bosanski (1735. – 1881.) i hercegovački (1846. – 1881.).

### Knjige
- Džaja, Srećko. 2002. Bosna i Hercegovina u austrougarskom razdoblju (1878 - 1918). ZIRAL. Mostar. ISBN 9958370298

## Vanjske poveznice
- Tekst bule na hrvatskom jeziku